# Bonnefamille
Bonnefamille ist eine französische Gemeinde mit 1.094 Einwohnern (Stand: 1. Januar 2022) im Département Isère in der Region Auvergne-Rhône-Alpes. Bonnefamille gehört zum Arrondissement La Tour-du-Pin und zum Kanton La Verpillière. Die Einwohner werden Bonnefamiliens und Bonnefamiliennes genannt.

## Geographie
Bonnefamille liegt etwa 21 Kilometer ostnordöstlich von Vienne am Flüsschen Bivet. Umgeben wird Bonnefamille von den Nachbargemeinden Saint-Quentin-Fallavier im Norden, Villefontaine im Norden und Nordosten, Roche im Osten und Südosten, Saint-Georges-d’Espéranche im Süden, Diémoz im Westen sowie Heyrieux im Nordwesten.

## Bevölkerungsentwicklung
| Jahr                       | 1962 | 1968 | 1975 | 1982 | 1990 | 1999 | 2006 | 2017 |
| -------------------------- | ---- | ---- | ---- | ---- | ---- | ---- | ---- | ---- |
| Einwohner                  | 328  | 321  | 409  | 585  | 787  | 927  | 1043 | 1096 |
| Quellen: Cassini und INSEE |      |      |      |      |      |      |      |      |

## Sehenswürdigkeiten
- Kirche Saint-Antoine aus dem 17. Jahrhundert
- Schloss Moidière, um 1660 erbaut, mit Park, seit 1983 in Teilen als Monument historique eingeschrieben
- Scheune von Bonnefamille aus dem 12. Jahrhundert

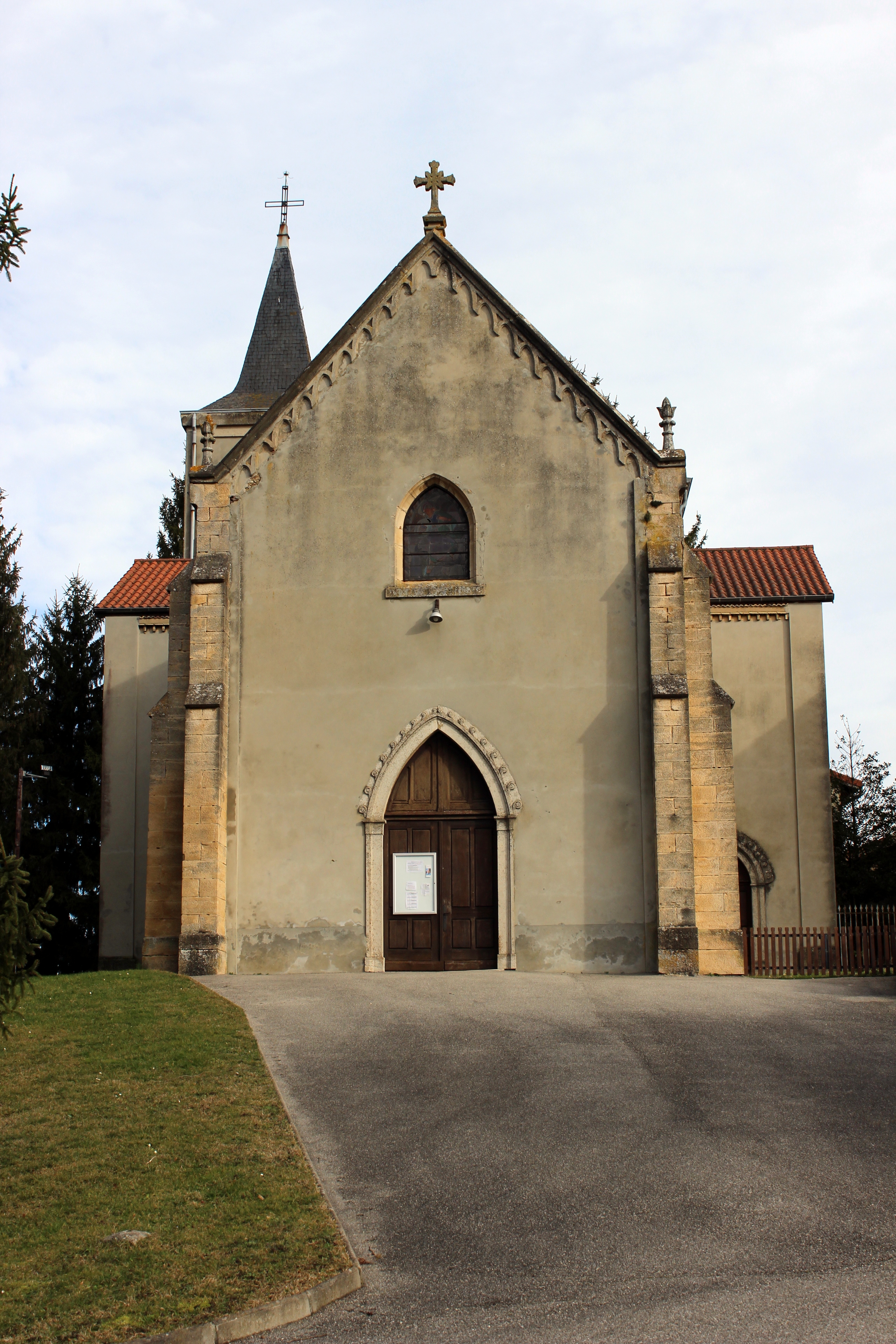
Kirche Saint-Antoine
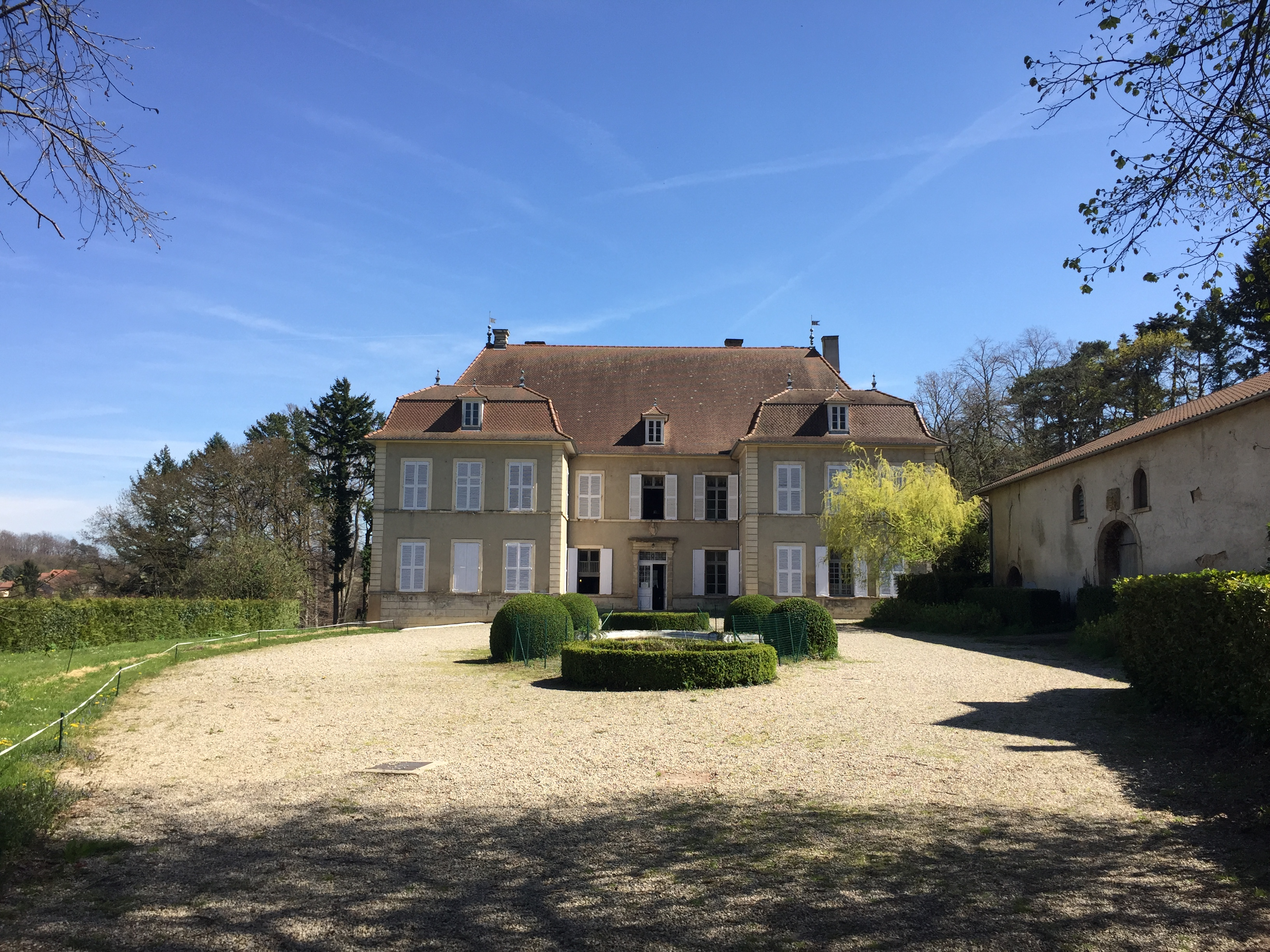
Schloss Moidière
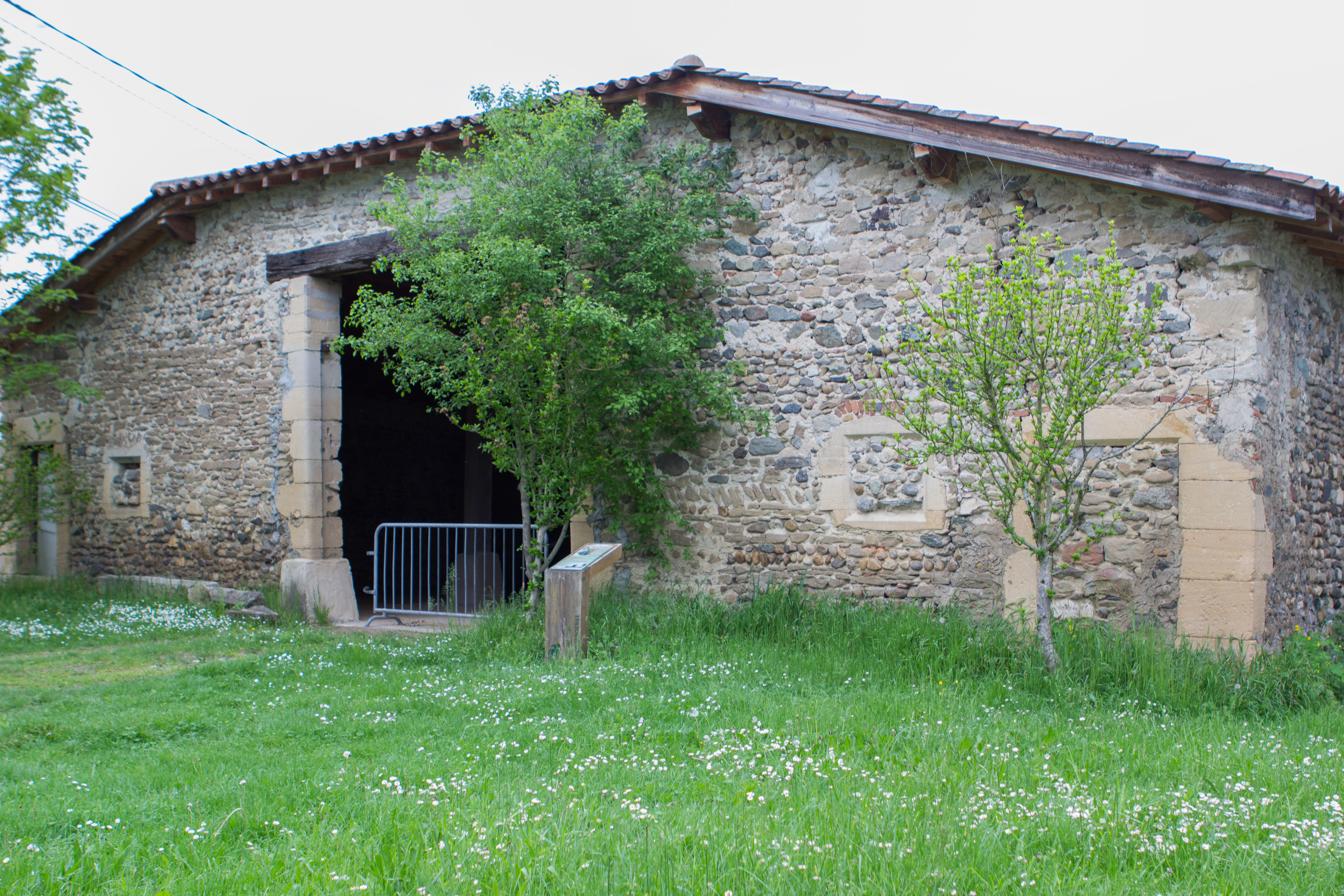
Scheune von Bonnefamille

## Gemeindepartnerschaft
Mit der deutschen Gemeinde Glonn in Oberbayern besteht seit 1998 eine Partnerschaft.

## Söhne- und Töchter der Stadt
- Emile Maret (1897–1967), französischer Autorennfahrer, in Bonnefamille geboren